# Orthonevra roborovskii
Orthonevra roborovskii är en tvåvingeart som först beskrevs av Stackelberg 1952.  Orthonevra roborovskii ingår i släktet glansblomflugor, och familjen blomflugor. Inga underarter finns listade i Catalogue of Life.